# Blas Giunta
Blas Armando Giunta (Buenos Aires, 6 settembre 1963) è un allenatore di calcio ed ex calciatore argentino, di ruolo centrocampista.

## Palmarès

### Club

#### Competizioni nazionali
- Campionato argentino: 1

Boca Juniors: 1992-1993 Apertura

#### Competizioni internazionali
- Recopa Sudamericana: 1

Boca Juniors: 1990

### Nazionale
- Campeonato Sudamericano de Football: 1

Cile 1991